# Cemitério de Carnide
O Cemitério de Carnide é o 7º Cemitério Municipal de Lisboa, localizado na freguesia de Carnide.

## História
O Cemitério de Carnide, da autoria do arquiteto paisagista Júlio Moreira em conjunto com o arquiteto Guedes Amorim, foi inaugurado em janeiro de 1996.
Inovando o conceito tradicional dos nossos cemitérios, foi criado à imagem de um jardim, integrando-se, assim, no ambiente urbano e paisagístico moderno, sendo considerado um cemitério-jardim.
Os edifícios principais, dispõem de janelas rasgadas de alto abaixo, para maior iluminação natural. Sendo que um deles se destina aos serviços administrativos e outro oferece ao público quatro salas de velório e uma sala ecuménica para celebração de cerimónias fúnebres apropriada aos vários rituais religiosos. Dispõe de sepulturas temporárias e perpétuas, de ossários e jazigos municipais, além de lotes para aquisição e construção de jazigos particulares.
Foi neste cemitério sepultada a famosa poetisa Sophia de Mello Breyner Andresen (1919-2004), até à sua trasladação para o Panteão Nacional, em 2014. Foi também aqui sepultado o arquiteto Luís Cunha (1933-2019).